# جیمز باتی
جیمز سایکس باتی (۱۸۷۱–۱۹۵۴) یک کتابدار استرالیایی و اولین کتابدار ارشد کتابخانه عمومی ویکتوریا در پرث، استرالیای غربی بود. او یک مورخ، کتابدار و شخصیت عمومی در غرب استرالیا محسوب می‌شد که همچنین به عنوان رئیس دانشگاه استرالیای غربی خدمت کرد.
در سال ۱۹۵۱، روزنامه استرالیای غربی جیمز باتی را به عنوان کتابدار اصلی و دبیر کتابخانه عمومی، موزه و گالری هنر استرالیای غربی معرفی کرد.

## یادبودها
خیابان باتی در بروس در حومه کانبرا به افتخار او نامگذاری شده است.

## برای مطالعهٔ بیشتر
- Cyclopedia of Western Australia - بیوگرافی او تا سال ۱۹۱۲ در - Vol. 1، صص ۵۳۲–۵۳۳
- Garrick, P. (1984) دو مورخ و بومیان: کیمبرلی و باتیه، تفسیری بر نگرش‌های مختلف آنها. Studies in Western Australian History, No.8 (Dec. 1984), pp. 111-130